# Quinto Marcio Barea Sura
Quinto Marcio Barea Sura (in latino Quintus Marcius Barea Sura; fl. I secolo) è stato un politico romano del I secolo.
Sura fu un membro della gens Marcia poiché figlio di Quinto Marcio Barea Sorano, console suffetto nel 34; suo fratello era quindi Quinto Marcio Barea Sorano, console suffetto nel 52. Sura era marito di Antonia Furnilla, figlia di Aulo Antonio Rufo, console suffetto nel 45, e da lei ebbe due figlie, Marcia Furnilla, ultima moglie di Tito, e Marcia, madre di Traiano.